# Помещение

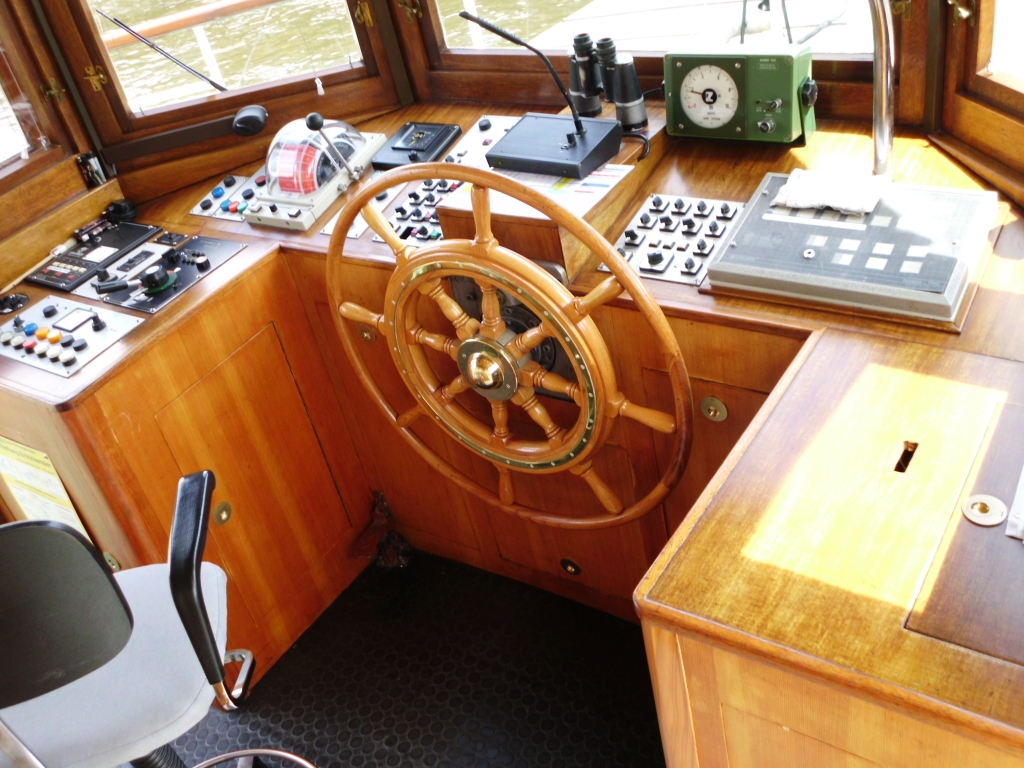
Рулевая рубка — помещение корабля

Помеще́ние — место, простор для чего-либо; квартира, жилье, жилище, покои, где кто-то проживает. Здание, комната где помещается кто- или что-либо, внутренность здания. Законодательство предусматривает наличие помещений не только в зданиях, но и на судах, в колесных транспортных средствах.
В зданиях зрелищных предприятий, крытых рынков или спортивных сооружений помещение зального типа может составлять основной объём здания.